# سیارک ۴۸۸۲
سیارک ۴۸۸۲ (به انگلیسی: 4882 Divari، نامگذاری:1977QU2) چهار هزار و هشتصد و هشتاد و دومین سیارک کشف شده‌است که در ۲۱ اوت ۱۹۷۷ کشف شد.
قدر مطلق سیارک برابر ۱۳٫۱۰ است.